# Ptelina carnuta
Ptelina carnuta är en fjärilsart som beskrevs av William Chapman Hewitson 1873. Ptelina carnuta ingår i släktet Ptelina och familjen juvelvingar. Inga underarter finns listade.